# Microscopi electrònic de rastreig

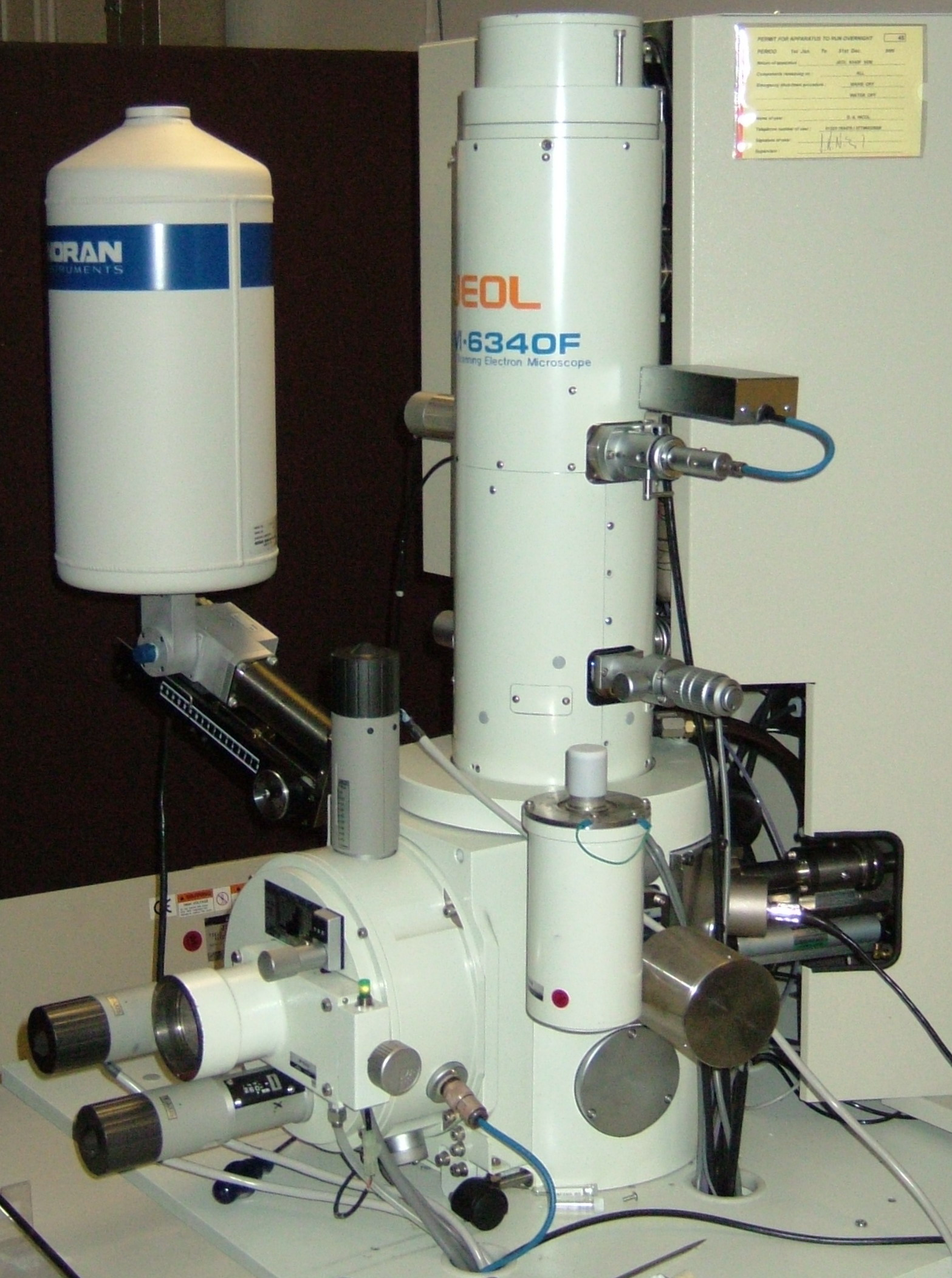
Microscopi electrònic de rastreig.

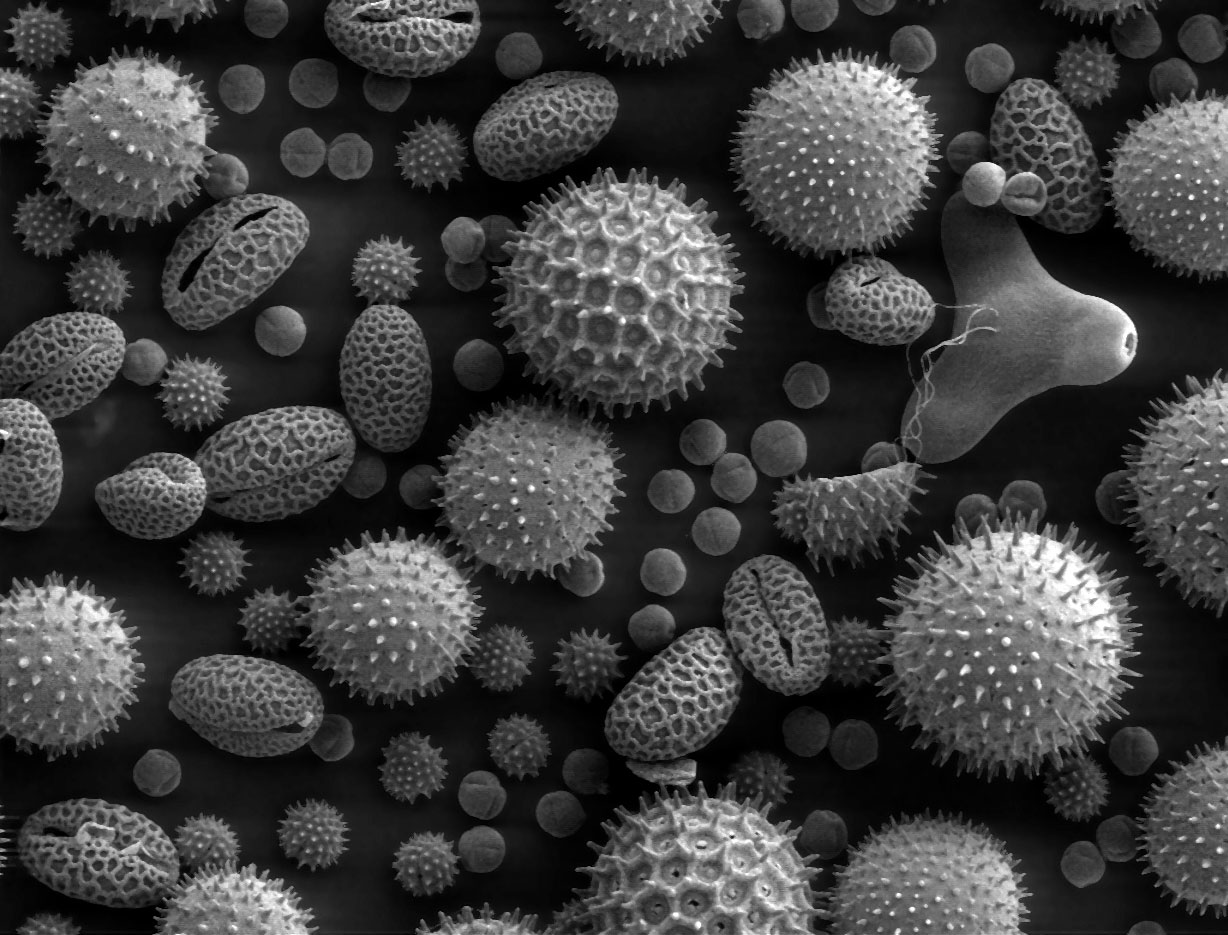
Imatge de grans de pol·len obtinguda amb un MER. Es pot veure el característic relleu proporcionat per aquest microscopi.

El microscopi electrònic de rastreig o MER (també anomenat d'escombratge o scanning i SEM de scanning electron microscope en anglès) és un microscopi electrònic que fa una imatge de la mostra sobre la qual s'envia un feix d'electrons. Aquests interaccionen amb la superfície de la mostra, llavors es dispersen arreu, es localitzen mitjançant un detector i es projecten en la pantalla que hi ha al costat.

## Història
Va ser inventat el 1931 per Ernst Ruska. Max Knoll va obtenir la primera imatge amb un MER el 1935: una imatge d'acer elèctric. Manfred von Ardenne va investigar sobre els principis físics del MER i sobre interaccions de mostres amb feixos d'electrons. El MER també fou desenvolupat pel professor Sir Charles Oatley i el seu estudiant de postgrau Gary Stewart. Va ser comercialitzat per primer cop l'any 1965 per Cambridge Scientific Instrument Company amb el nom de Stereoscan.

## Procés de rastreig i formació de la imatge
En un MER típic, el feix d'electrons s'emet termoiònicament des d'un disparador d'electrons equipat amb un càtode que conté un filament de tungstè. Aquest material s'empra normalment als electrons termoiònics perquè té el punt més alt de fusió i la pressió de vapor més baixa de tots els metalls, propietats que li permeten ésser escalfat per a l'emissió d'electrons. També cal tenir en compte que té un baix cost econòmic.
El feix d'electrons, que típicament té una energia que va d'un rang entre 0.2 keV fins a 40 keV, és focalitzat per una o dues lents condensadores en un punt d'entre 0.4 nm fins a 5 nm de diàmetre. El feix passa per un parell de bobines de rastreig o un parell de deflectors del feix en una columna electrònica.
Quan el feix primari d'electrons interacciona amb la mostra, els electrons perden energia per mor del repetitiu i aleatori rastreig i absorció en el volum en forma de llàgrima de la mostra anomenat volum d'interacció; aquest té un gruix d'entre 100 nm i 5 μm en la superfície de la mostra. La quantitat del volum d'interacció depèn de l'energia amb la que impacta l'electró a la mostra, el nombre atòmic de la mostra i la seva densitat. L'intercanvi d'energia entre el feix d'electrons i la mostra dona com a resultat la reflexió d'electrons d'alta energia per rastreig elàstic, l'emissió d'electrons secundaris per rastreig inelàstic i l'emissió de radiació electromagnètica, cadascuna de les quals pot ésser detectada per detectors especialitzats. El corrent d'electrons absorbit per la mostra també pot ésser detectat i emprat per crear imatges de la distribució del corrent de la mostra. S'empren amplificadors electrònics de diversos tipus per a amplificar els senyals que són visualitzats en un tub de raigs catòdics. El rastreig de la pantalla de tubs de raigs catòdics està sincronitzada amb el feix que incideix en la mostra.
La imatge final pot ésser capturada en una fotografia des d'un tub de raigs catòdics d'alta resolució, però en els aparells moderns es capturen les imatges digitalment, es mostren en una pantalla d'un computador i es desen en un disc dur.
Té una gran profunditat de camp, la qual cosa permet que es pugui enfocar simultàniament una gran part de la mostra. També produeix imatges d'alta resolució, cosa que significa que característiques properes a la mostra poden ser examinades en una alt grau de magnificació.

## Preparació de la mostra i resultat final
La preparació de les mostres és relativament fàcil, ja que en la majoria només es necessita que siguin conductores. La mostra és recoberta amb una capa de metall molt prima, i és rastrejada amb electrons que s'envien des d'un canó. Un detector mesura la quantitat d'electrons enviats que emet la zona de la mostra, i és capaç de presentar el resultat en imatges de gran profunditat de camp i aparença nítida i realista, projectades en una pantalla de televisió. La seva resolució és entre 3 i 20 nanòmetres, en funció del microscopi.
Per evitar l'ús de mostres originals quan no són apropiades o no estan disponibles per al seu examen, es poden fer rèpliques sintètiques. Aquesta tècnica es realitza en dos passos: (1) es realitza un motlle de la superfície original mitjançant un elastòmer dental a base de silicona, i (2) s'obté una rèplica de la superfície original abocant una resina sintètica en el motlle.
Els resultats que produeix fa possible una bona aproximació al món atòmic. Permet obtenir imatges de gran resolució en materials petris, metàl·lics i orgànics. La llum se substitueix per un feix d'electrons, les lents per electroimants i les mostres es fan conductores metal·litzant-ne la superfície. Els electrons secundaris s'associen a un senyal de televisió.